# كريس هيرمانسن
كريس هيرمانسن (بالدنماركية: Chris Hermansen)‏ هو لاعب كرة قدم دنماركي في مركز الهجوم، ولد في 23 يناير 1975 في إيسبيرغ في الدنمارك. شارك مع منتخب الدنمارك تحت 19 سنة لكرة القدم ومنتخب الدنمارك تحت 21 سنة لكرة القدم. أما مع النوادي، فقد لعب مع نادي إيسبيرغ ونادي فايله ونادي كولن ونادي هرفوليه.

## وصلات خارجية
- كريس هيرمانسن على موقع قاعدة بيانات كرة القدم.إي يو (الإنجليزية)
- كريس هيرمانسن على موقع عالم كرة القدم.نت (الإنجليزية)